# Українка (Приморський край)
Українка — село в Прикордонному районі, Приморський край, Росія.
Входить до складу муніципального утворення Сільське поселення Сергіївське.

## Історія
Село засноване 1 травня 1941 року переселенцями з Кам'янець-Подільської області. Утворився колгосп «Червоний орач» основними напрямками, якого були рослинництво та тваринництво. У 1960 колгоспи «Червоний орач» та «Сталінський шлях» об'єдналися в радгосп «Сергіївський».

## Інфраструктура
У селі є сільський клуб, фельдшерсько-акушерський пункт, магазин, 2 фермерських господарства.

## Вулиці
- Молодіжний пров.
- Першотравнева вул.
- Центральна вул.
- Шкільна вул.